# Constantin Nica
Constantin Nica (né le 18 mars 1993) est un footballeur international roumain qui joue comme défenseur (arrière droit) pour le Dinamo Bucarest.

## Palmarès
Dinamo Bucarest
- Vainqueur de la Coupe de Roumanie en 2012.
- Vainqueur de la Supercoupe de Roumanie en 2012.